# Cimitero della Madeleine
Il cimitero della Madeleine (cimetière de la Madeleine, cimitero della Maddalena) è stato un cimitero parrocchiale dell'attuale VIII arrondissement di Parigi, costruito e demolito nel XVIII secolo. In occasione della Rivoluzione francese venne ampiamente utilizzato per la sepoltura di chi era giustiziato mediante ghigliottina, insieme al cimitero di Sainte-Marguerite, al cimitero di Picpus ed il cimitero degli Errancis.
Questo cimitero venne così chiamato in onore della santa Maria Maddalena.

## Storia
Nel 1720, la parrocchia di Sainte-Madeleine de la Ville-l'Évêque comprò un pezzo di terra, di circa 45x19 m, destinata alla costruzione del terzo cimitero della parrocchia stessa, divenendo appunto noto come il cimitero della Madeleine. Il cimitero venne chiuso il 25 marzo 1794, non tanto per esaurimento di posti, ma per via di un decreto rilasciato dal Parlamento francese una decina di anni prima, il quale sancì la chiusura di tutti i cimiteri parrocchiali per motivi igienici, oltre al fatto che il cimitero della Madeleine era situato in una zona ricca di Parigi.
Fra le principali sepolture più famose vi furono le 133 vittime dei fuochi d'artificio utilizzati durante la celebrazione del matrimonio del Delfino (quello che divenne Luigi XVI) e Maria Antonietta (il 30 maggio 1770) e le guardie svizzere massacrate nelle Tuileries il 10 agosto 1792.
Il giorno dopo l'esecuzione degli hébertisti, il cimitero venne chiuso e venduto ad un privato di professione scalpellino. Quelli che vennero decapitati tramite la ghigliottina vennero spostati nel vicino cimitero degli Errancis, il quale rimase aperto per altri tre anni; in seguito anch'esso venne chiuso e i cadaveri vennero nuovamente spostati, questa volta alle catacombe di Parigi.
Il 3 giugno 1802, il cimitero e tutto il terreno vennero acquistati da Pierre-Louis-Olivier Desclozeaux, un magistrato realista che aveva vissuto accanto al cimitero dal 1789. Desclozeaux aveva preso nota dei siti in cui il re e la regina vennero sepolti e presumibilmente li circondava con una siepe, due salici piangenti e cipressi.

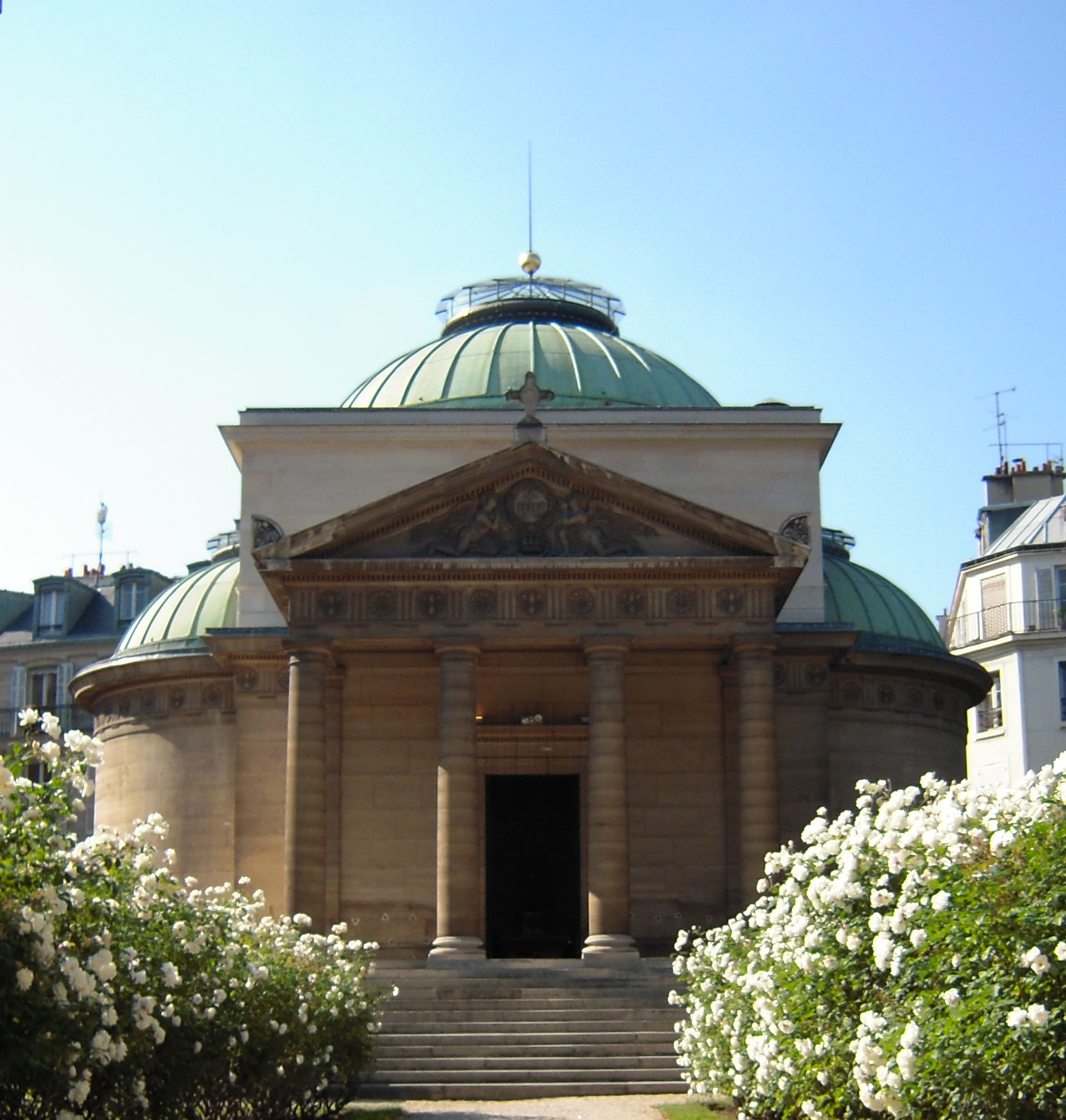
Cappella espiatoria di Parigi

L'11 gennaio 1815, Desclozeaux vendette la sua casa ed il cimitero al re Luigi XVIII di Francia. Una delle prime decisioni di Luigi XVIII, quando salì al trono di Francia al tempo della Restaurazione borbonica, fu quello di spostare le spoglie del fratello e della cognata alle necropoli dei sovrani di Francia, la Basilica di Saint-Denis, dopo le rispettive riesumazioni fatte il 18 ed il 19 gennaio 1815. I resti di Maria Antonietta vennero identificati da una giarrettiera ed una mascella, che un testimone oculare (stando alle sue memorie, il poeta Chateaubriand) identificò come la regina, per aver visto il suo sorriso più di trent'anni prima. Luigi XVIII tentò invano di cercare anche le spoglie della sorella Elisabetta nel cimitero; provò in seguito anche sul luogo dove sorgeva il cimitero degli Errancis, ma senza alcun risultato. Sul luogo delle due tombe Luigi XVIII fece edificare la Cappella Espiatoria.
Nel 1844, dopo cinquant'anni dalla sua chiusura, il cimitero venne completamente smantellato (ad eccezione delle sepolture nella Cappella, come alcune tombe delle guardie svizzere reali e presumibilmente quella di Antoine Barnave) e i resti scheletrici ancora presenti vennero trasferiti all'"Ossuaire de l'Ouest" (l'Ossario dell'Ovest). Quando anche l'ossario venne chiuso, le ossa contenute vennero trasferiti alle catacombe di Parigi, nel quartiere di Montparnasse. Tuttavia nella Cappella inferiore si trova ancora perlomeno un ossario, secondo una scoperta del 2020 contenente i resti di 500 persone, presumibilmente ghigliottinati e precedentemente sepolti alla Madeleine.

## Durante la rivoluzione francese

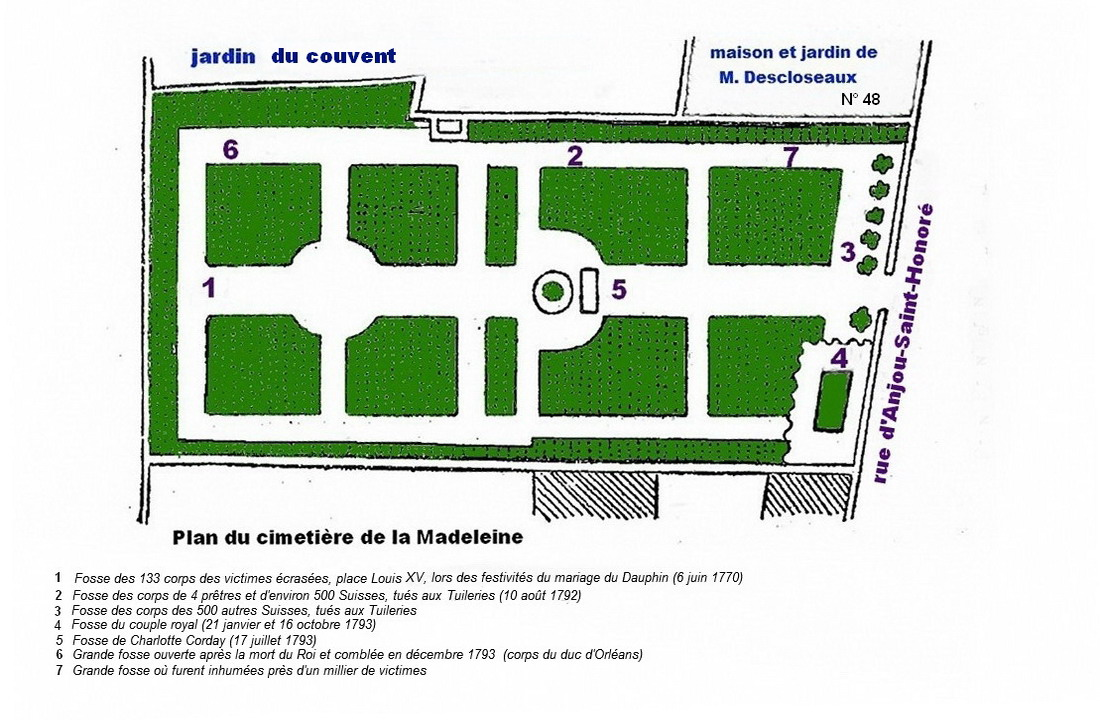
Piano del cimitero.

I cadaveri decapitati vennero gettati nel cimitero omonimo in fosse comuni, appositamente scavate e ricoperte di calce viva per accelerare il processo di decomposizione. Tra i personaggi di fama ricordiamo:
- Luigi XVI (21 gennaio 1793), fossa singola; insieme alla moglie, probabilmente, furono gli unici chiusi in bare; traslato a Saint-Denis nel 1815;
- Alcuni dei 300 caduti delle guardie svizzere reali nella giornata del 10 agosto 1792
- Charlotte Corday (18 luglio 1793), fossa singola, forse traslata al cimitero di Montparnasse nel 1815;
- Maria Antonietta (16 ottobre 1793), fossa singola vicino al re; traslata a Saint-Denis nel 1815;
- 21 dei "22 Girondini" (31 ottobre 1793):
  - Charles-Louis Antiboul;
  - Jacques Boilleau;
  - Jean-Baptiste Boyer-Fonfrède;
  - Jacques Pierre Brissot;
  - Jean-Louis Carra;
  - Gaspard-Séverin Duchastel;
  - Jean-François Ducos;
  - Charles Éléonor Dufriche-Valazé;
  - Jean Duprat;
  - Claude Fauchet;
  - Jean-François Martin Gardien;
  - Armand Gensonné;
  - Jacques Lacaze;
  - Marc David Lasource;
  - Claude Romain Lauze de Perret;
  - Pierre Lehardy;
  - Benoît Lesterpt-Beauvais;
  - Jacques Pierre Agricol Mainvielle;
  - Charles-Alexis Brûlart;
  - Pierre Victurnien Vergniaud;
  - Louis-François-Sébastien Viger;
- Olympe de Gouges (3 novembre 1793);
- Luigi Filippo II di Borbone-Orléans (6 novembre 1793), noto anche come Philippe Egalité, padre di Luigi Filippo di Francia;
- Madame Roland (8 novembre 1793);
- Jean Sylvain Bailly (12 novembre 1793);
- Antoine Barnave (29 novembre 1793), fossa comune[2], cenotafio nella Cappella Espiatoria nel 1815
- Madame du Barry (8 dicembre 1793);
- Étienne Clavière (8 dicembre 1793);
- Pierre Henri Hélène Tondu (27 dicembre 1793).

Non è chiaro quanti cadaveri vennero sepolti, ma le stime variano da centinaia fino a tremila.

## Locazione
Il cimitero era situato all'incrocio di rue d'Anjou ed il Grand égout (oggi boulevard Hausmann) di Parigi, coprendo l'attuale terreno di Square Louis XVI. Fu parte del terreno su cui oggi sorge la Cappella espiatoria, non lontano dalla stessa chiesa della Madeleine.